# Толочко, Андрей Порфирьевич
Андрей Порфирьевич Толочко (27.12.1926 — 11.05.2009) — физик-экспериментатор, лауреат Государственной премии.
Родился 27 декабря 1926 г. в селе Шевченко (Прохоров) Комаровского (Нежинского) района Черниговской области.
С января по май 1945 г. ефрейтор , затем младший сержант в войсках правительственной связи под Кенигсбергом, 10-й отдельный полк НКВД. Участник войны с Японией.
Награждён орденом Отечественной войны II степени, медалями «За взятие Кенигсберга», «За победу над Германией в Великой Отечественной войне 1941–1945 гг.», «За победу над Японией», медалью Жукова.
С апреля 1956 и до выхода на пенсию в мае 2001 г. работал в КБ-11 (ВНИИЭФ) сначала в секторе 03 (газодинамический), с 1970 г. в секторе 13 в должностях от инженера до начальника лаборатории.
В 1960-1963 гг. исследовал сжимаемость водорода, дейтерия, гелия, аргона высокими давлениями, результаты легли в основу диссертации.
Кандидат физико-математических наук, старший научный сотрудник.
Лауреат Государственной премии СССР.
Награждён медалями «За трудовую доблесть», «Ветеран труда», знаком отличия «Ветеран атомной энергетики и промышленности».